# Quod tibi fieri non vis, alteri ne feceris
Quod tibi fieri non vis, alteri ne feceris es una locución latina que en castellano se traduce como «no hagas a otro lo que no quieras que te hagan a ti». La cita es un ejemplo de la Regla de plata: «No hagas a nadie lo que a ti te desagrada» (Tobías 4, 15; Hilel, Shabbat 31a —Talmud babilónico—).
La máxima fue difundida por el emperador de Roma Alejandro Severo, quien la hizo grabar en su palacio y en monumentos públicos, según expresa la biografía pertinente en Historia Augusta, escrita por un autor anónimo bajo el pseudónimo de Elio Lampridio.
Thomas Hobbes usa esta locución en su celebérrimo Leviatán, llamándola «ley de la humanidad entera». El filósofo inglés la coloca al lado del versículo bíblico «Y lo que queráis que os hagan los hombres, hacédselo vosotros igualmente» (Lucas 6:31).